# 北坡镇
北坡镇，是中华人民共和国广东省湛江市遂溪县下辖的一个乡镇级行政单位。

## 地理
北坡镇位于雷州半岛，遂溪县西南部，北连杨柑镇，东接乌塘镇、城月镇，南靠河头镇及雷州市客路镇，西邻港门镇。镇驻地北坡圩距遂溪县城56公里，镇总面积164.06平方公里。
北坡镇地势起伏甚微，土壤属半沙质，水田多炭质黑土土壤。流经北坡镇的主要河流有三合河、南渡河以及雷州青年运河。
北坡镇属热带季风气候，年平均温度22.8℃，年平均降雨量1771.3毫米。

## 行政区划
北坡镇下辖以下地区：
新城社区、坡糖社区、架岭村、北坡村、文典村、虾沟村、动土村、下担村、新屋村、赵屋村、上塘村、北塘村、水南村、鹤门村、三合村、下黎村、南渡村和北坡林场生活区。